# Atsinganosaurus
Атсинганозавр (лат. Atsinganosaurus) — род ящеротазовых динозавров из группы титанозавров, живших во времена верхнемеловой эпохи (около 66 млн лет назад) на территории  Европы. Представлен одним видом — Atsinganosaurus velauciensis.

## Описание
Вид Atsinganosaurus velauciensis был найден в верхемеловых отложениях Франции (геологическая формация Grès à Reptiles Formation (кампан — маастрихт) в местности Velaux-La Bastide Neuve департамента Буш-дю-Рон).
Типовой вид был определён и описан Джеральдином Гарсией (Géraldine Garcia), Совёром Амико (Sauveur Amico), Франсуа Фурнье (François Fournier), Эдом Ту (Eudes Thou) и Хавьером Валентином (Xavier Valentin) в 2010 году.
Название рода происходит от греческого «atsinganos» — представители религиозной общины, известной в Византии в эпоху раннего Средневековья, от которого происходит слово «цыган». Видовое название velauciensis образовано от названия местности Velaux-La Bastide Neuve, где он был найден.
Кладистический анализ показывает чёткое отличие от других европейских зауроподов мелового периода — Lirainosaurus, Ampelosaurus, Magyarosaurus и относит Atsinganosaurus к группе Titanosauria, возможно, в качестве базального вида клады Lithostrotia и родственника Malawisaurus. Эта позиция в родословной, отсутствие прямой взаимосвязи с другими зауроподами в регионе свидетельствует о том, что в конце мелового периода динозавры с европейского архипелага мигрировали с востока на запад.